# Zyginella minuta
Zyginella minuta är en insektsart som först beskrevs av Yang 1965.  Zyginella minuta ingår i släktet Zyginella och familjen dvärgstritar. Inga underarter finns listade i Catalogue of Life.